# 加布丽埃莱·佩尔特斯
加布丽埃莱·佩尔特斯（德語：Gabriele Perthes，1948年1月20日—），德国女子游泳运动员。她曾代表东德参加1968年夏季奥林匹克运动会游泳比赛女子4×100米自由泳接力预赛，未在决赛出场，因此并未获得奖牌。